# Volksberg
Volksberg est une commune française du département du Bas-Rhin, en Alsace, dans la région administrative Grand Est.

## Géographie

### Localisation

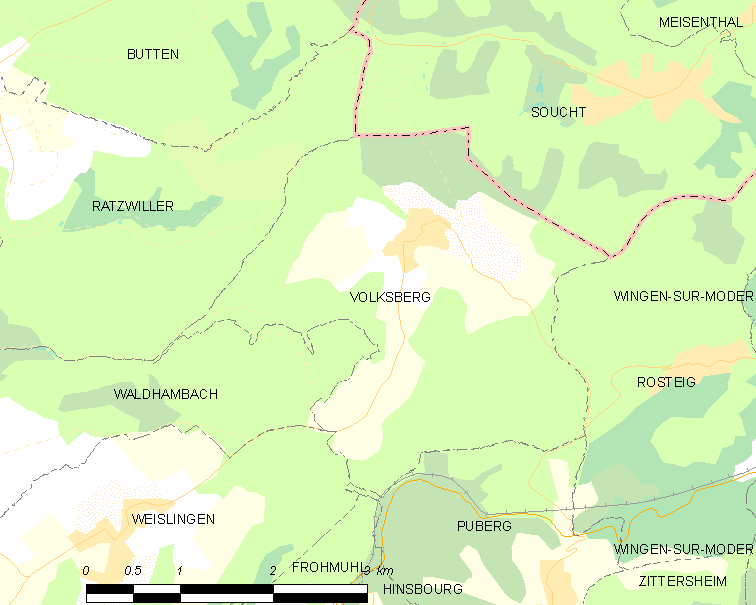

Volksberg se trouve dans la région naturelle de l'Alsace Bossue et fait partie du parc naturel régional des Vosges du Nord.
|                           | Soucht (Moselle) |         |
| Ratzwiller                | Volksberg        | Rosteig |
| Weislingen et Waldhambach | Puberg           |         |

### Écarts ou lieux-dits
- Roesert ;
- Erzberg à l'ouest, ancien moulin de Volksberg ;
- Ziegelhuette, proche de la route D 935 vers Weislingen.

### Géologie et relief
La commune se compose de 25,66 hectares de territoires artificialisés (2,71 %), 837,28 hectares de territoires agricoles (88,41 %) et 83,70 hectares de forêts et milieux semi-naturels (8,84 %).
Espaces naturels :
- Trois espaces protégés hors Natura 2000 Vosges du Nord :

Réserve de Biosphère, zone tampon,
Réserve de Biosphère, zone de transition,
Parc naturel régional.
- Trois zones naturelles d'intérêt écologique, faunistique et floristique (Znieff) :

Pays de Bitche,
Gîte à chiroptères à Soucht,
Vallons du Spielersbach et du Mittelbach à Ratzwiller et Waldambach.

### Sismicité
Commune située dans une zone 2 de sismicité faible.

### Hydrographie et les eaux souterraines
Hydrogéologie et climatologie : Système d’information pour la gestion des eaux souterraines du bassin Rhin-Meuse :
Territoire communal : Occupation du sol (Corinne Land Cover); Cours d'eau (BD Carthage),
Géologie : Carte géologique; Coupes géologiques et techniques,
 Hydrogéologie : Masses d'eau souterraine; BD Lisa; Cartes piézométriques.
La commune est dans le bassin versant du Rhin au sein du bassin Rhin-Meuse. Elle est drainée par le ruisseau le Mittelbach,.

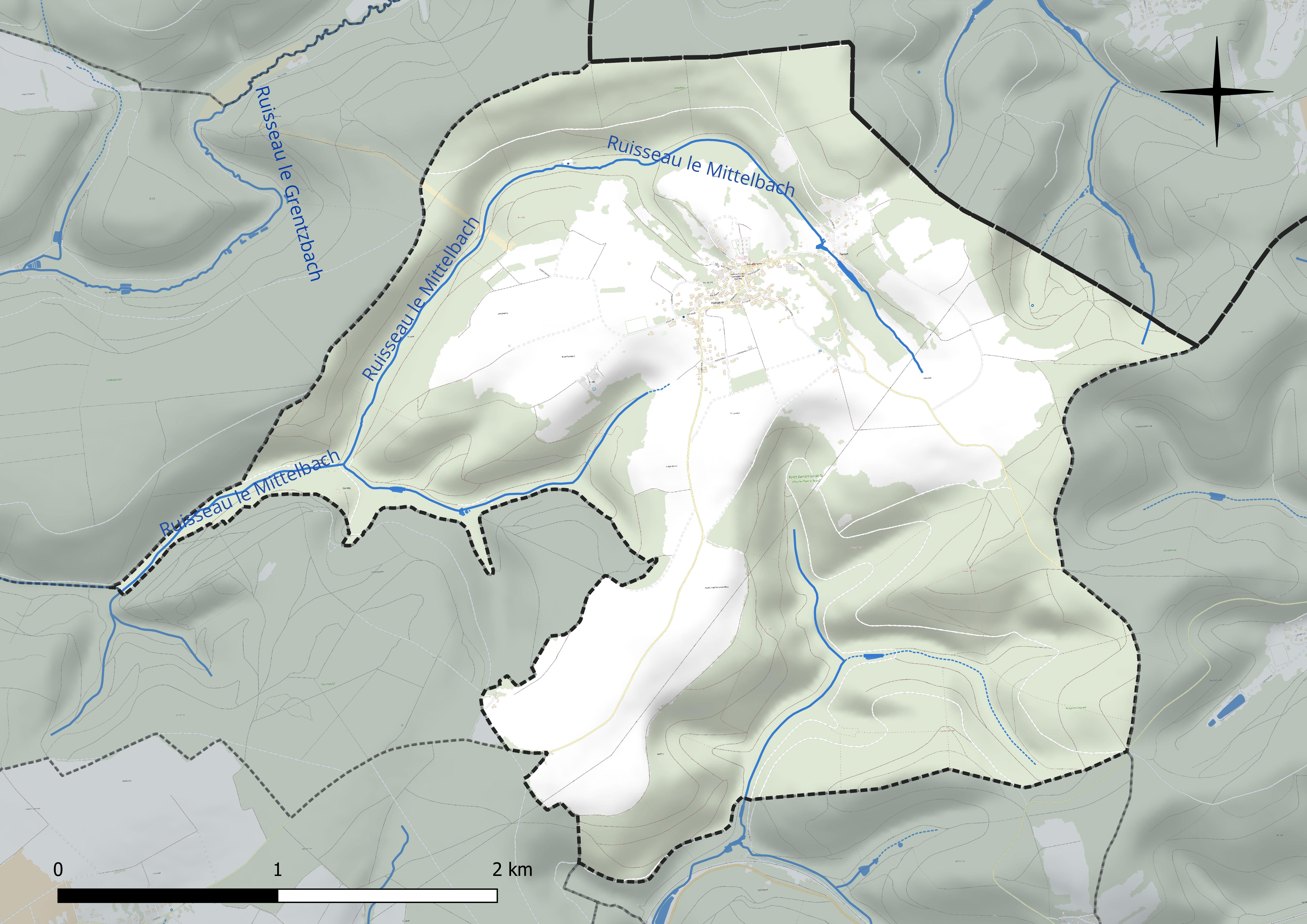
Réseau hydrographique de Volksberg.

### Climat
Pour des articles plus généraux, voir Climat du Grand Est et Climat du Bas-Rhin.
En 2010, le climat de la commune est de type climat des marges montargnardes, selon une étude du Centre national de la recherche scientifique s'appuyant sur une série de données couvrant la période 1971-2000. En 2020, Météo-France publie une typologie des climats de la France métropolitaine dans laquelle la commune est exposée à un climat semi-continental et est dans la région climatique  Vosges, caractérisée par une pluviométrie très élevée (1 500 à 2 000 mm/an) en toutes saisons et un hiver rude (moins de 1 °C). 
Pour la période 1971-2000, la température annuelle moyenne est de 9,5 °C, avec une amplitude thermique annuelle de 17,1 °C. Le cumul annuel moyen de précipitations est de 907 mm, avec 12,6 jours de précipitations en janvier et 10,8 jours en juillet. Pour la période 1991-2020, la température moyenne annuelle observée sur la station météorologique de Météo-France la plus proche, « Berg », sur la commune de Berg à 12 km à vol d'oiseau, est de 10,4 °C et le cumul annuel moyen de précipitations est de 801,8 mm. 
La température maximale relevée sur cette station est de 37,4 °C, atteinte le 25 juillet 2019 ; la température minimale est de −16,8 °C, atteinte le 7 février 2012,,. 
Les paramètres climatiques de la commune ont été estimés pour le milieu du siècle (2041-2070) selon différents scénarios d'émission de gaz à effet de serre à partir des nouvelles projections climatiques de référence DRIAS-2020. Ils sont consultables sur un site dédié publié par Météo-France en novembre 2022.

## Urbanisme

### Typologie
Au 1er janvier 2024, Volksberg est catégorisée commune rurale à habitat dispersé, selon la nouvelle grille communale de densité à sept niveaux définie par l'Insee en 2022.
Elle est située hors unité urbaine et hors attraction des villes,.

### Occupation des sols
L'occupation des sols de la commune, telle qu'elle ressort de la base de données européenne d’occupation biophysique des sols Corine Land Cover (CLC), est marquée par l'importance des territoires agricoles (88,5 % en 2018), en augmentation par rapport à 1990 (33,9 %). La répartition détaillée en 2018 est la suivante : terres arables (77,2 %), forêts (8,8 %), zones agricoles hétérogènes (6,3 %), prairies (5 %), zones urbanisées (2,7 %). L'évolution de l’occupation des sols de la commune et de ses infrastructures peut être observée sur les différentes représentations cartographiques du territoire : la carte de Cassini (XVIIIe siècle), la carte d'état-major (1820-1866) et les cartes ou photos aériennes de l'IGN pour la période actuelle (1950 à aujourd'hui).

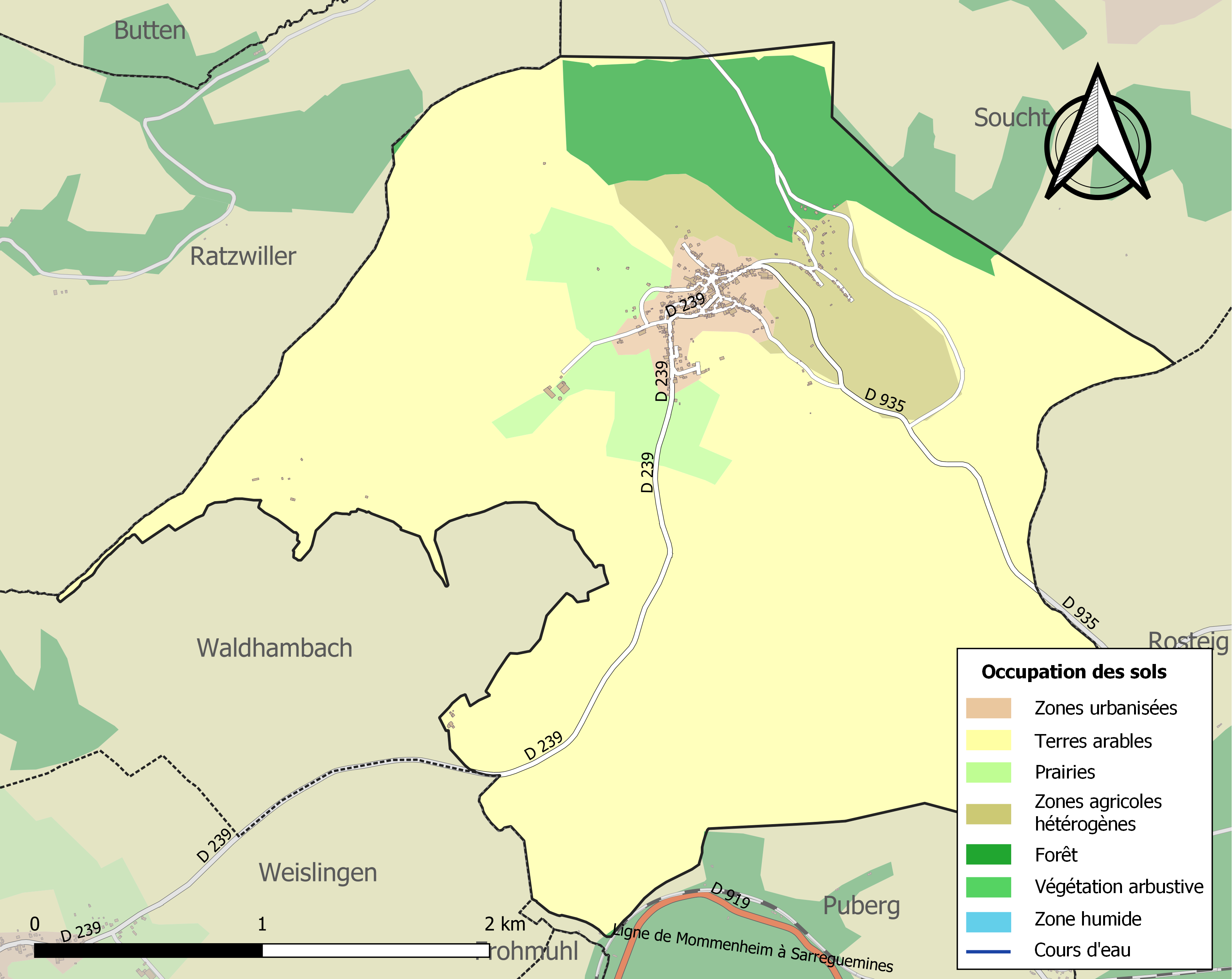
Carte des infrastructures et de l'occupation des sols de la commune en 2018 (CLC).

### Voies de communications et transports

#### Voies routières
- Autoroute A4. Échangeurs Sarre-Union, Phalsbourg, Saverne.

#### Transports en commun

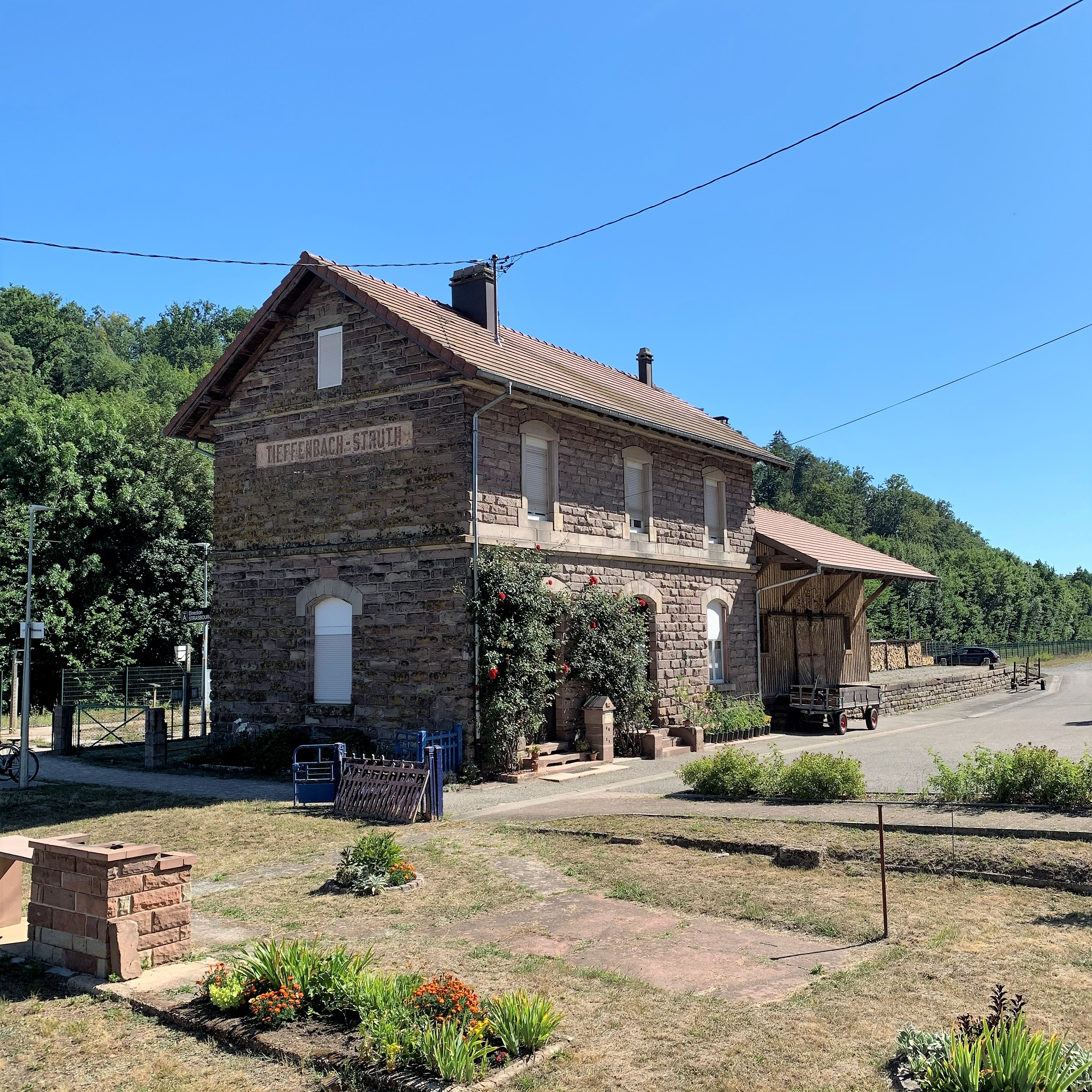
Gare de Tieffenbach - Struth.

- Fluo Grand Est.
- Transports en Alsace.

#### Lignes SNCF
- Gare de Tieffenbach - Struth
- Gare de Wingen-sur-Moder
- Gare de Diemeringen
- Gare d'Ingwiller
- Gare de Voellerdingen

## Toponymie
- Dans les mentions les plus anciennes, qui remontent au XIVe siècle, le village est orthographié Follsberg ou Vollesberg, le « k » n’apparaissant que trois siècles plus tard. Or, en vieil allemand, le sanglier s’appelle « Vol ». Vol(k)sberg serait donc, non pas la « montagne du peuple », mais la « montagne des sangliers » ou la « montagne à sangliers »[23].

## Histoire
Le nom du village apparaît pour la première fois en 1363. Cette année-là, les seigneurs de Lichtenberg achètent la moitié du village aux seigneurs Obrecht et Johann de Byseck. L’autre moitié appartient-elle déjà aux acquéreurs ? Toujours est-il qu’en 1440, Jacob et Louis de Lichtenberg se partagent la seigneurie du même nom, Volksberg faisant partie du lot qui échoit à Louis avec l’ensemble du bailliage d'Ingwiller. Treize ans plus tard les deux tiers du village sont entre les mains des Lichtenberg. Lorsque cette famille s’éteint en 1480, le village entre dans le patrimoine de Simon Wecker IV, comte de Deux-Ponts et Bitche, époux d'Elisabeth, fille de Louis V de Lichtenberg.
Vers le milieu du XVIe siècle, Volksberg devient possession palatine et intègre le comté de la Petite-Pierre dont il va partager le sort jusqu’à la Révolution. Le comte palatin Georges-Jean introduit la Réforme en 1556. Volksberg, dont l’église est placée sous le patronage de saint Sébastien, est alors une succursale de Waldhambach, siège par ailleurs de l’écoutèterie, c’est-à-dire de l’administration seigneuriale.
Avec le XVIe siècle nous découvrons, pour la première fois, les habitants du village dans leurs occupations. Depuis le début du siècle se développe à Volksberg une intense activité industrielle : des verriers sont domiciliés au village en 1506 et une verrerie pourrait être installée dès ce moment-là. Sa présence est attestée en 1529. Une seconde verrerie, dont l'activité s’arrête en 1535 par manque de bois, s'élevait à l’ouest du village, au bord de la « Mittelbach », non loin du site du futur moulin. Un moulin qui a été construit peu après 1570 près de l’emplacement d'une ancienne verrerie sur les bords de la « Mittelbach ». Volksberg est également le siège, depuis la fin du XVIe siècle, d’une industrie métallurgique peu connue. Le comte palatin Georges-Jean, particulièrement entreprenant, y aurait créé une forge qui est encore mentionnée avant 1610.
Au début du XVIIIe siècle, la croissance de la population est encore lente. Georges Fleischmann, originaire du moulin de Meisenthal, entreprend néanmoins, malgré une clientèle potentiellement réduite, de reconstruire le moulin de Volksberg, détruit ou abandonné depuis longtemps. L'autorisation lui est donnée le 10 septembre 1718 et, dix ans après, il cède le moulin pour 1 100 florins à un nouveau meunier. Quelques années plus tard, vers 1730, une mine de fer est ouverte, au-dessus du moulin, sur le versant nord de la vallée, en un endroit qui s’appellera désormais « Erzberg ». Le minerai alimente le haut fourneau installé à Frohmuhl qui approvisionne lui-même le martinet de Tieffenbach.
Deuxième guerre mondiale : Octobre 1944 : 
12 octobre : Des Waffen-SS attaquent le maquis du Volksberg. Ils tuent un maquisard et en capturent une dizaine d'autres.
15 octobre : les autorités nazies procèdent à l'encerclement des villages de Tieffenbach et de Volksberg et arrêtent les hommes suspectés d'être dans la Résistance.

### Héraldique
| Blason de Volksberg | Blason  | Parti : au premier coupé au I de gueules au chevron d'argent et au II d'or plain, au second d'argent au menhir de gueules adextré d'un sapin de sinople, le tout posé sur une terrasse du même. |
| Blason de Volksberg | Détails | Le statut officiel du blason reste à déterminer. |

## Politique et administration
| Période                                  | Période  | Identité          | Étiquette | Qualité      |
| ---------------------------------------- | -------- | ----------------- | --------- | ------------ |
| Les données manquantes sont à compléter. |          |                   |           |              |
| 2001                                     | mai 2020 | Roland Hahn       |           |              |
| mai 2020                                 | En cours | Georges Stoebener |           | Ancien cadre |

### Budget et fiscalité 2023
En 2023, le budget de la commune était constitué ainsi :
- total des produits de fonctionnement : 366 000 €, soit 1 036 € par habitant ;
- total des charges de fonctionnement : 279 000 €, soit 790 € par habitant ;
- total des ressources d'investissement : 56 000 €, soit 159 € par habitant ;
- total des emplois d'investissement : 82 000 €, soit 231 € par habitant ;
- endettement : 348 000 €, soit 987 € par habitant.

Avec les taux de fiscalité suivants :
- taxe d'habitation : 21,94 % ;
- taxe foncière sur les propriétés bâties : 26,20 % ;
- taxe foncière sur les propriétés non bâties : 66,21 % ;
- taxe additionnelle à la taxe foncière sur les propriétés non bâties : 45,11 % ;
- cotisation foncière des entreprises : 23,51 %.

Chiffres clés Revenus et pauvreté des ménages en 2021 : médiane en 2021 du revenu disponible, par unité de consommation : 20 940 €.

## Économie

### Entreprises et commerces

#### Agriculture
- Culture de céréales, de légumineuses et de graines oléagineuses.
- Élevage de vaches laitières.
- Élevage d'ovins et de caprins.
- Autres cultures non permanentes.

#### Tourisme
- Hébergements et restauration à Soucht, Meisenthal, Hinsbourg, Vingen-sur-Moder.

#### Commerces
- Commerces et services de proximité[29].

## Population et société

### Démographie

#### Évolution démographique
L'évolution du nombre d'habitants est connue à travers les recensements de la population effectués dans la commune depuis 1793. Pour les communes de moins de 10 000 habitants, une enquête de recensement portant sur toute la population est réalisée tous les cinq ans, les populations de référence des années intermédiaires étant quant à elles estimées par interpolation ou extrapolation. Pour la commune, le premier recensement exhaustif entrant dans le cadre du nouveau dispositif a été réalisé en 2005.

En 2022, la commune comptait 352 habitants, en évolution de −0,85 % par rapport à 2016 (Bas-Rhin : +3,17 %, France hors Mayotte : +2,11 %).
| 1793 | 1800 | 1806 | 1821 | 1831 | 1836 | 1841 | 1846 | 1851 |
| ---- | ---- | ---- | ---- | ---- | ---- | ---- | ---- | ---- |
| 415  | 430  | 504  | 610  | 604  | 636  | 614  | 615  | 612  |

| 1856 | 1861 | 1866 | 1871 | 1875 | 1880 | 1885 | 1890 | 1895 |
| ---- | ---- | ---- | ---- | ---- | ---- | ---- | ---- | ---- |
| 550  | 583  | 618  | 639  | 641  | 624  | 621  | 615  | 649  |

| 1900 | 1905 | 1910 | 1921 | 1926 | 1931 | 1936 | 1946 | 1954 |
| ---- | ---- | ---- | ---- | ---- | ---- | ---- | ---- | ---- |
| 687  | 681  | 701  | 613  | 555  | 494  | 517  | 469  | 406  |

| 1962 | 1968 | 1975 | 1982 | 1990 | 1999 | 2005 | 2006 | 2010 |
| ---- | ---- | ---- | ---- | ---- | ---- | ---- | ---- | ---- |
| 402  | 368  | 376  | 352  | 368  | 337  | 351  | 355  | 346  |

| 2015 | 2020 | 2022 | - | - | - | - | - | - |
| ---- | ---- | ---- | - | - | - | - | - | - |
| 350  | 350  | 352  | - | - | - | - | - | - |

### Enseignement
Établissements d'enseignements :
- École maternelle et primaire.
- Collèges à Wingen-sur-Moder, Diemeringen, Lemberg, Drulingen, Rohrbach-lès-Bitche.
- Lycées à Sarre-Union, Bitche, Bouxwiller.

### Santé
Professionnels et établissements de santé :
- Médecins.
- Pharmacies.
- Hôpitaux.

### Cultes
- Culte catholique. Église mixte Saint-Sébastien[36], Diocèse de Strasbourg
- Culte protestant, Paroisse protestante de Volksberg[37].

## Lieux et monuments
- Église Saint-Sébastien.
- Monument aux morts 14-18 et 39-45.
- Mémorial de la libération de Volksberg en décembre 1944 par les américains.

- Spitzstein, site mégalithique.

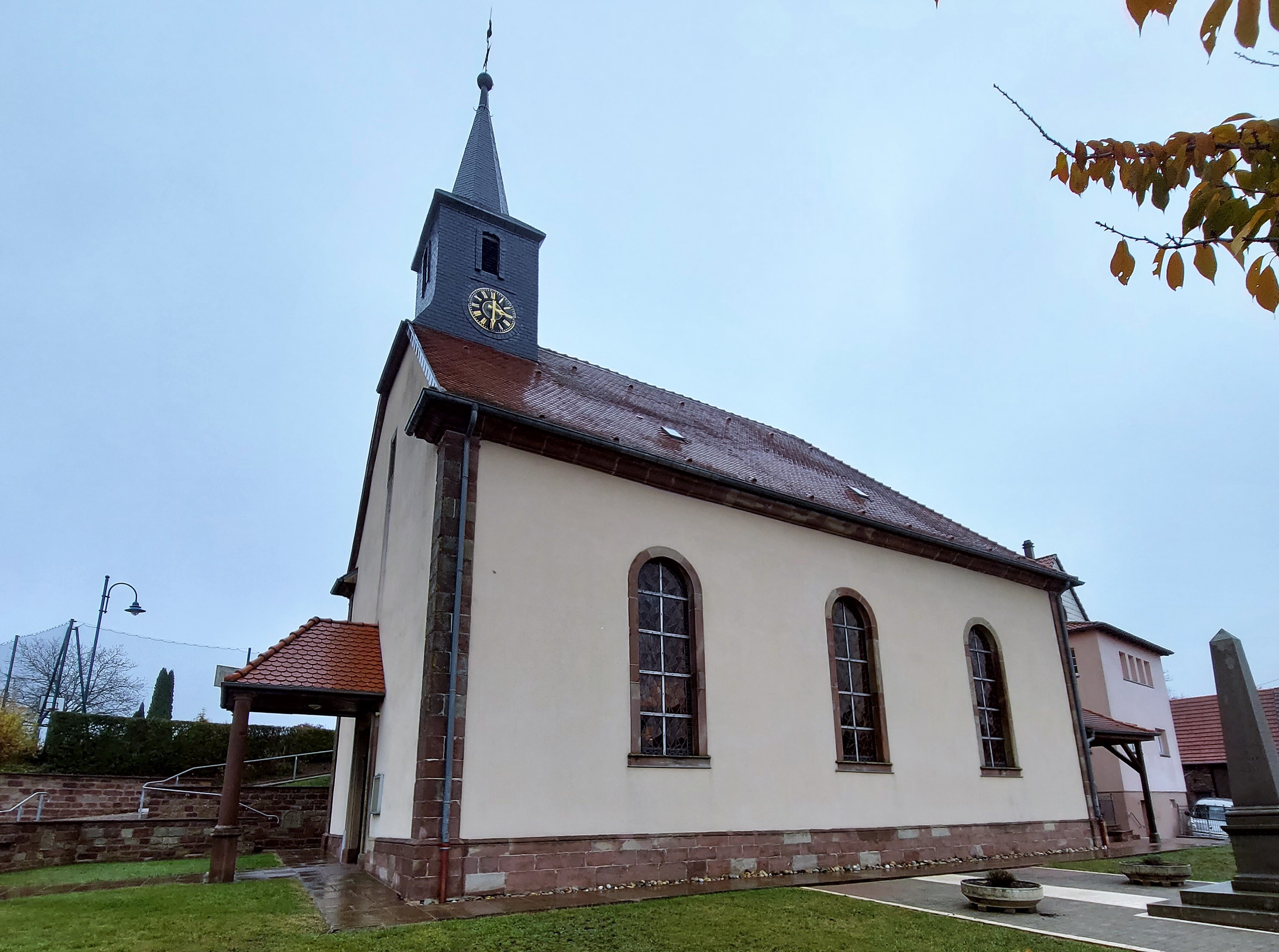
Église Saint-Sébastien.
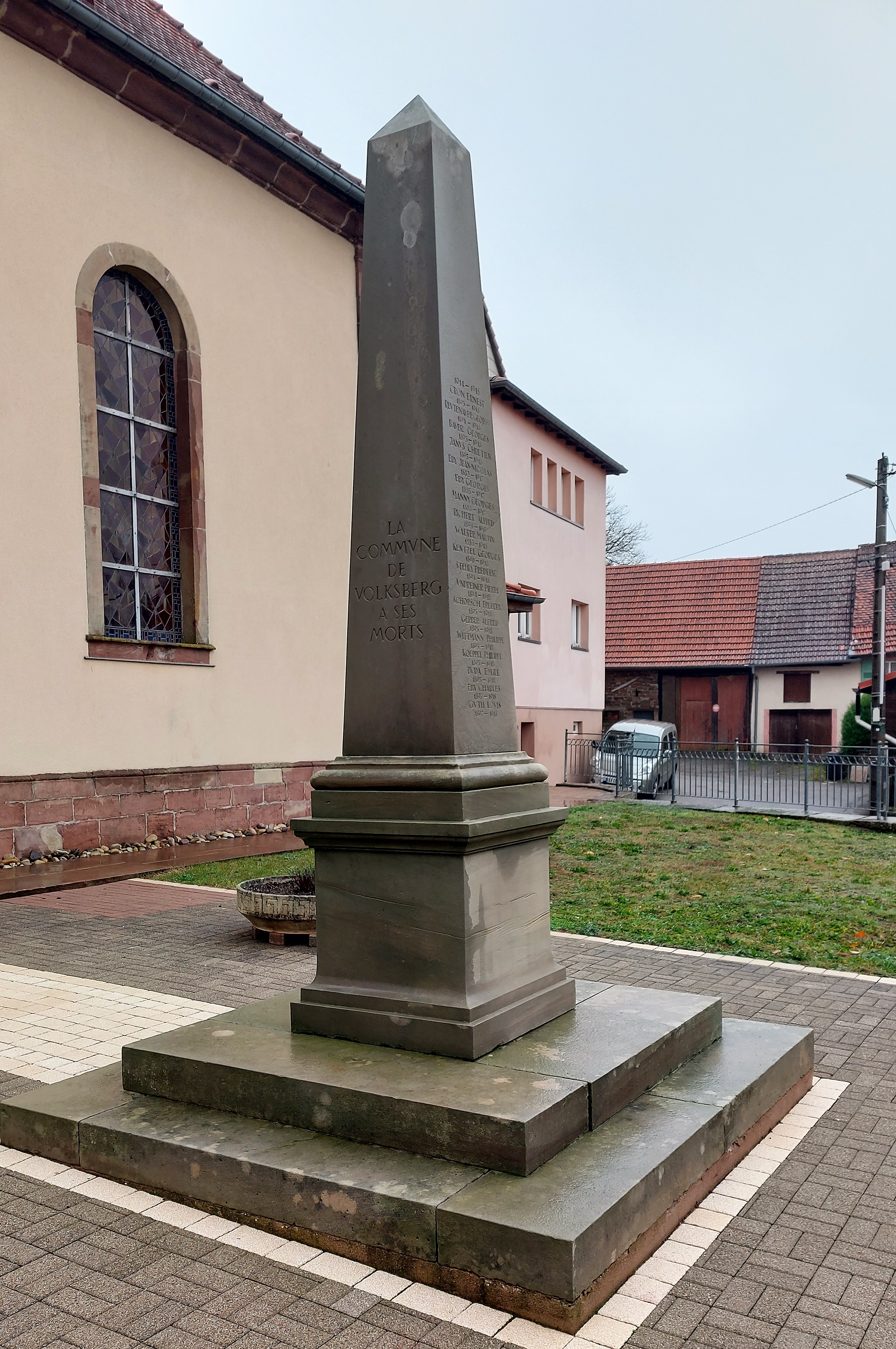
Monument aux morts 14-18 et 39-45.
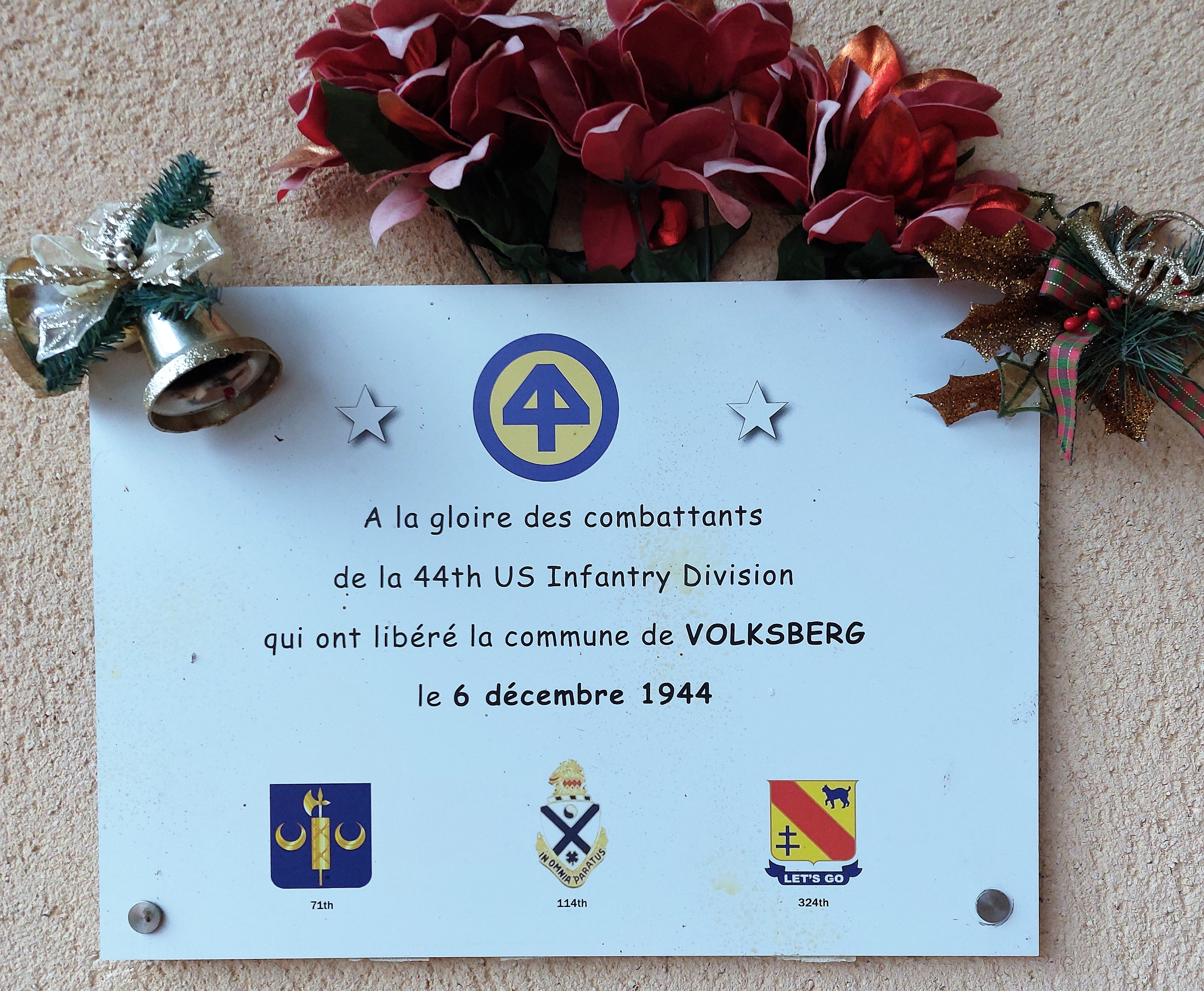
Mémorial de la libération de Volksberg en décembre 1944 par les américains.

Volksberg est l'une des quelque 50 localités d'Alsace dotées d'une église simultanée, accueillant simultanément le culte protestant et catholique.
Église orientée datant de 1774 (date inscrite sur le linteau de la porte d'entrée), elle domine le village, entourée d'un enclos comprenant le cimetière. La nef est éclairée par trois fenêtres hautes cintrées, le chevet est plat et un campanile essenté d'ardoises se trouve au droit du pignon ouest.
Patrimoine mobilier :
* Orgue 1900 Link frères (facteur d'orgues),.
* Autel, tabernacle (maître-autel).
* Le mobilier de l'église Saint-Sébastien.
- Le cimetière, agrandi en 1849 (date inscrite sur le portail d'entrée), est également partagé par les catholiques et les protestants[44].

Croix de cimetière : Christ en croix.
- Jardin des Sonneurs, primé en 2020. Jardin naturel privé visitable[46]. Il accueille une belle diversité de faune et de flore, avec notamment des sonneurs à ventre jaunes, petits batraciens qui ont donné leur nom au jardin.
- Patrimoine architectural rural recensé par le service régional de l'Inventaire général du patrimoine culturel :

Moulin construit en 1808, prolongé en 1821 et 1831
- Monument aux morts. Conflits commémorés : Guerres 1914-1918 - 1939-1945.

## Personnalités liées à la commune
- Le pasteur Bastian, en poste à Volksberg pendant la Seconde Guerre mondiale, aidé du pasteur Henri (dit Charles) Fricker de Tieffenbach, de  François Jaming, surnommé "Émile", et des habitants de Volksberg, mirent en place un réseau de résistance appelé le Maquis de Volksberg.[48] Ce maquis coordonna des groupes de résistants dans le nord du Bas-Rhin ainsi que l'évasion de prisonniers de guerre français vers la France. Arrêté par la Gestapo en 1944 et déporté au camp de Schirmeck, le pasteur Bastian revint du camp au lendemain de l’Armistice du 8 mai 1945 et se rendit à Volksberg, où il termina l’année, avant de s’installer à Lingolsheim. Il fut décoré de la Légion d’honneur en 1970.